# Převod do celočíselné aritmetiky
Jako převod do celočíselné aritmetiky lze označit přepis výpočtu s reálnými konstantami na výpočet s konstantami celočíselnými. Jedná se metodu optimalizace, jejímž důsledkem je vznik zaokrouhlovacích chyb.
Výpočet realizovaný s čísly v plovoucí řádové čárce (FP) může být pomalejší než výpočet s čísly celými. Podstatou převodu výpočtu do celočíselné aritmetiky je náhrada násobení celého čísla reálnou konstantou v plovoucí řádové čárce za násobení tohoto čísla konstantou celočíselnou s následným dělením výsledku jinou celočíselnou konstantou. Takovým výpočtem se ovšem akumulují chyby. Protože je ovšem dělení výpočetně náročná operace, je vhodné jej nahradit bitovým posunem výsledku vpravo (dělením mocninou dvojky). V takovém případě hovoříme o aritmetice s pevnou řádovou čárkou.
Celočíselná konstanta se získá součinem původní reálné konstanty s {\displaystyle 2^{n}}, kde {\displaystyle n} je vhodně zvolená délka posunu. Následný bitový posun vpravo odpovídá dělení touto konstantou ({\displaystyle 2^{n}}). Tímto posunem vznikne značná zaokrouhlovací chyba. Pokud je výpočet složen z opakovaného násobení reálnou konstantou, není vhodné provádět bitový posun vpravo po každém takovém převodu. Přesnější je provést součiny s odpovídajícími celočíselnými konstantami a nakonec provést jediný bitový posun vpravo. Délka tohoto posunu bude odpovídat celkovému součtu vynechaných posunů. Použitý celočíselný datový typ musí svým rozsahem dostačovat k uložení takto rozšířeného čísla.
Například výpočet součinu celého čísla {\displaystyle x} s reálnou konstantou {\displaystyle R} (v jazyce C zapsáno jako x * R) lze přepsat jako součin {\displaystyle x} s celočíselnou konstantou {\displaystyle I} následovaný bitovým posunem o {\displaystyle S} bitů vpravo ((x * I) >> S), kde {\displaystyle I=\operatorname {round} (2^{S}R)}, {\displaystyle S} je celočíselná konstanta a {\displaystyle \operatorname {round} ()} značí zaokrouhlení na nejbližší celé číslo. Se stoupající hodnotou konstanty {\displaystyle S} roste přesnost výpočtu.
příklad
```
int
 
a
,
 
b
,
 
c
;

// výpočet s plovoucí řádovou čárkou

c
 
=
 
2.7519
 
*
 
a
 
+
 
6.5627
 
*
 
b
;

// lze s rozšířením o 4 bity přepsat na

c
 
=
 
(
44
 
*
 
a
 
+
 
105
 
*
 
b
)
 
>>
 
4
;

```